# 品川リフラクトリーズ
品川リフラクトリーズ株式会社（しながわリフラクトリーズ、英文社名 SHINAGAWA REFRACTORIES CO.,LTD.）は、東京都千代田区に本社を置く耐火物メーカー。

## 事業内容
- 耐火れんが、不定形耐火物の製造販売
- 高炉などの築炉工事
- 不動産の賃貸

## 沿革
- 1875年（明治8年） - 東京芝浦で西村勝三が創業。民間として初めて耐火煉瓦の製造を開始
- 1884年（明治17年）9月 - 東京深川に伊勢勝白煉瓦製造所が発足。
- 1887年（明治20年）10月 - 東京品川に工場を移転、品川白煉瓦製造所に改名。
- 1903年（明治36年）6月 - 品川白煉瓦株式会社に改組。
- 1916年（大正5年）12月 - 日本窯業株式会社を合併。
- 1936年（昭和11年）6月 - 帝国窯業株式会社を子会社化。
- 1938年（昭和13年）8月 - 品川ゼネラル株式会社を設立。
- 1949年（昭和24年）5月 - 東京証券取引所に上場。
- 1952年（昭和27年）5月 - 日本で最初に企業年金制度（社外積立方式）を導入。
- 1965年（昭和40年）10月 - 品川ロコー株式会社を設立。
- 1997年（平成9年） 3月 - 現 瀋陽品川冶金材料有限公司を設立。
- 1998年（平成10年）6月 - 現 Shinagawa Refractories Australasia Pty.Ltd.を設立。
- 1999年（平成11年）10月 - 現 株式会社セラテクノを子会社化。
- 2002年（平成14年）11月 - 品川ファインセラミックスを設立。
- 2004年（平成16年）11月 - イソライト工業の株式を約5割取得し、子会社化。
- 2006年（平成18年）7月 - 現 Shinagawa Advanced Materials Americas Inc.を子会社化。
- 2006年（平成18年）10月 - 品川ロコー株式会社を吸収合併。
- 2008年（平成20年）4月 - 遼寧品川和豊冶金材料有限公司を設立。
- 2009年（平成21年）10月 - JFE炉材株式会社を吸収合併。品川リフラクトリーズ株式会社へ社名変更。
- 2011年（平成23年）4月 - 会社分割により新たに品川ロコー株式会社を設立。
- 2014年（平成26年）10月 - PT Shinagawa Refractories Indonesiaを設立。
- 2019年（平成31年）8月 - SG Shinagawa Refractories India Pvt. Ltd.を設立。
- 2022年（令和4年）
  - 3月 - イソライト工業株式会社を完全子会社化。
  - 4月 - 東京証券取引所のプライム市場に移行。Shinagawa Refractories Korea Corporationを設立。
  - 12月 - サンゴバン社（本社：パリ）のブラジルの耐火物事業（Shinagawa Refratários do Brasil Ltda.）と、米国の耐摩耗性セラミックス事業（Shinagawa Specialty Ceramics Americas LLC）を買収。
- 2023年（令和5年）4月 - グループの事業ドメインを４セクター（耐火物、断熱材、セラミックス、エンジニアリング）に分けるセクター制を導入。
- 2025年（令和7年）4月 - 創業150周年を迎え、本社を東京都千代田区サピアタワーに移転。

## 事業所所在地
- 本社 - 東京都千代田区丸の内1-7-12 サピアタワー12F
- 営業所
  - 京浜営業所 - 神奈川県川崎市川崎区扇島1-1　JFEスチール東日本製鉄所内　製鋼協力会事務所3F
  - 千葉営業所 - 千葉県千葉市中央区川崎町1　JFEスチール東日本製鉄所内
  - 福山営業所 - 広島県福山市鋼管町1　JFEスチール西日本製鉄所内　第2製鋼事務所2F
  - 倉敷営業所 - 岡山県倉敷市水島川崎通り1　JFEスチール西日本製鉄所内　JFE物流ビルF112
  - 神戸営業所 - 兵庫県神戸市灘区岩屋中町1-2-9　エビスビル5F
  - 加古川営業所 - 兵庫県加古川市別府町新野辺1525-2　加古川神鋼ビル5F
  - 鹿島営業所 - 茨城県鹿嶋市大字光3　日本製鉄東日本製鉄所鹿島地区内
  - 和歌山営業所 - 和歌山県和歌山市湊1850　日本製鉄関西製鉄所和歌山地区内
  - 北海道営業所 - 北海道室蘭市中島町2-21-10　メディカル中島3F
  - 仙台営業所 - 宮城県仙台市宮城野区港1-6-1　JFEスチール仙台製造所内
  - 名古屋営業所 - 愛知県東海市東海町1-1-2　商社センター3F
  - 関東営業所 - 東京都千代田区大手町2-2-1　新大手町ビル8F
  - 大阪営業所 - 大阪府大阪市中央区高麗橋4-5-13　淀屋橋サテライトビル4F
  - 姫路営業所 - 兵庫県姫路市東延末3-37　中川ビル702
  - 九州営業所 - 福岡県北九州市小倉北区浅野2-14-1　KMMビル6F
- 工場
  - 岡山工場 - 岡山県備前市東片上88
  - 赤穂工場 - 兵庫県赤穂市中広東沖1576-2
  - 日生工場 - 岡山県備前市日生町寒河180
  - 玉島工場 - 岡山県倉敷市玉島乙島新湊8252-10
  - 帝窯工場 - 岡山県備前市久々井1801
  - 湯本工場 - 福島県いわき市常磐岩ヶ岡町岩崎1-1
  - 鹿島工場 - 茨城県鉾田市汲上3900

## 関連会社

### 国内
- 品川ゼネラル株式会社（旧・品川化成）
- 品川ファインセラミックス株式会社
- 品川ロコー株式会社
- イソライト工業株式会社
- 株式会社セラテクノ（神戸製鋼所との共同出資）

### 海外
- 瀋陽品川冶金材料有限公司（中国）
- 遼寧品川和豊冶金材料有限公司（中国）
- Shinagawa Refractories Australasia Pty.Ltd.（オーストラリア）
- Shinagawa Advanced Materials Americas Inc.（アメリカ）
- PT Shinagawa Refractories Indonesia（インドネシア）
- SG Shinagawa Refractories India Pvt. Ltd.（インド）
- Shinagawa Refractories Korea Corporation（韓国）
- Shinagawa Refratários do Brasil Ltda.（ブラジル）
- Shinagawa Specialty Ceramics Americas LLC（アメリカ）

## 赤井鉄道・赤井軌道
赤井鉄道・赤井軌道は、1907年から1955年まで現在のいわき市平で運行されていた馬車鉄道である。当初、品川白煉瓦の子会社であったが、1922年に品川白煉瓦の直営となった。品川白煉瓦赤井分工場で作られるレンガの原料である石炭等を運んでいた。
- 延長 5.76km（赤井常住-平駅間）、2.57km（赤井常住-赤井駅間）
- 軌間 762mm
- 動力 馬力

### 沿革
- 1907年（明治40年）11月9日：赤井鉄道が赤井常住 - 平駅（現・いわき駅）間で開業。
- 1908年（明治41年）：赤井軌道に改称。
- 1915年（大正4年）7月10日：平郡東線赤井駅開業。
- 1917年（大正6年）
  - 10月10日：磐越東線全通。
  - 10月：赤井常住 - 赤井駅間に短縮
- 1922年（大正11年）：品川白煉瓦株式会社が赤井軌道を買収、専用軌道になる。
- 1955年（昭和30年）3月：廃止

### 現状
品川白煉瓦赤井分工場の跡地は品川リフラクトリーズ所有の品川グランドとなっており、駅跡（北緯37度05分24秒 東経140度50分46秒 / 北緯37.089992度 東経140.846088度）はグランドの駐車場となっている。赤井常住-赤井駅間の跡地は並行する福島県道133号に利用されている。